# Давидівка (Лубенський район)
Дави́дівка — село в Україні, у Пирятинській міській громаді Лубенського району Полтавської області. Населення становить 780 осіб. Колишній орган місцевого самоврядування — Давидівська сільська рада.

## Географія
Село Давидівка розташоване на лівому березі річки Руда, нижче за течією на відстані 6 км розташоване село Меченки, на протилежному березі — село Грабарівка. Поруч проходить залізниця, станція Грабарівка. На південь від села розташований Давидівський заказник.

## Історія
- 1651 — дата заснування. Виникло в родовому володінні польського магната Єремії Вишневецького. Спочатку це був хутір козака Давида Вакуленко.
- 1658 - село отримало свою сучасну назву[1].
- Др.п.XIX ст. - через село була прокладена залізнична колія від Прилук до Гребінки. Зростає рух потягів на даному напрямку, тим самим виникає потреба в побудові залізничної станції. Так за ініціативи полковника у відставці Веселовського, земського начальника і народного судді Червинського, які проживали в ті часи в сусідньому селі Грабарівка в 6 км від Давидівки в 1905 році була побудована станція Грабарівка. Найбільшу фінансову допомогу в будівництві надав місцевий поміщик Грабар, на честь кого і була названа станція.
- Під час революції 1905—1907 рр. в селі відбулися виступи селян. Організаторів їх Я. Т. Бобиря та П. В. Дундука було ув’язнено.
- На початку 20 сторіччя в селі були побудовані млин, маслобійня, організована перша  міста Пирятин машино-тракторна станція. З часом в селі відкрилися заготівельні пункти зерна, сіна, цукрового буряка. Сільськогосподарська продукція відвантажувалася в найближчі міста України, Москву і Ленінград
- 1930 - розпочато розробку торф'яників, видобутий торф з яких постачався в міста УРСР.
- 1932-1933 - під час Голодомору загинуло 329 жителів села, встановлено імена 73 чол.[2].
- 18.09.1941-19.08.1943 - окуповане німецько-фашистськими військами. Під час боїв була зруйнована частина села і будівля залізничної станції.
- В радянські часи село розрослося і станом на 1970-ті проживало 1477 осіб, у селі розташовувався колгосп ім. Кірова, який мав 6474 га землі. Господарство — рільничого напряму. Тут також було відділення «Сільгосптехніка», державний пункт хлібопродуктів.  У Давидівці є середня школа, клуб, бібліотека, народний історико-краєзнавчий музей[3].
- 1980 - збудована і здана в експлуатацію сучасна пасажирська будівля[4].
- 12 червня 2020 року, відповідно до розпорядження Кабінету Міністрів України № 721-р «Про визначення адміністративних центрів та затвердження територій територіальних громад Полтавської області», село увійшло до складу Пирятинської міської громади[5].
- 19 липня 2020 року, в результаті адміністративно - територіальної реформи та ліквідації Питятинського району, село увійшло до складу новоутвореного Лубенського району[6].

## Населення
Згідно з переписом УРСР 1989 року чисельність наявного населення села становила 925 осіб, з яких 410 чоловіків та 515 жінок.
За переписом населення України 2001 року в селі мешкало 775 осіб.

### Мова
Розподіл населення за рідною мовою за даними перепису 2001 року:
| Мова       | Відсоток |
| ---------- | -------- |
| українська | 96,54 %  |
| російська  | 3,21 %   |
| білоруська | 0,13 %   |
| молдовська | 0,13 %   |

## Економіка
- Молочно-товарна ферма.
- ТОВ «Давидівське».
- ТОВ «Василько».
- ТОВ АФ «Колос».
- ФГ «Берегове».
- ПП «Новогребельське».

## Об'єкти соціальної сфери
- Школа.